# Stara Zagora (gmina)
Stara Zagora (bułg. Община Стара Загора) – gmina w południowej Bułgarii, w obwodzie Stara Zagora.

## Miejscowości
Miejscowości wchodzące w skład gminy Stara Zagora:
- Arnautito (bułg.: Арнаутито),
- Benkowski (bułg.: Бенковски),
- Bogomiłowo (bułg.: Богомилово),
- Boriłowo (bułg.: Борилово),
- Borowo (bułg.: Борово),
- Bratja Kunczewi (bułg.: Братя Кунчеви),
- Bydeszte (bułg.: Бъдеще),
- Chan Asparuchowo (bułg.: Хан Аспарухово),
- Christijanowo (bułg.: Християново),
- Chriszteni (bułg.: Хрищени),
- Dyłboki (bułg.: Дълбоки),
- Elenino (bułg.: Еленино),
- Ełchowo (bułg.: Елхово),
- Gorno Botewo (bułg.: Горно Ботево),
- Kalitinowo (bułg.: Калитиново),
- Kałojanowec (bułg.: Калояновец),
- Kazanka (bułg.: Казанка),
- Kiriłowo (bułg.: Кирилово),
- Kolena (bułg.: Колена),
- Kozarewec (bułg.: Козаревец),
- Ljaskowo (bułg.: Лясково),
- Lulak (bułg.: Люляк),
- Łowec (bułg.: Ловец),
- Łozen (bułg.: Лозен),
- Madżerito (bułg.: Маджерито),
- Małka Wereja (bułg.: Малка Верея),
- Małko Kadiewo (bułg.: Малко Кадиево),
- Michajłowo (bułg.: Михайлово),
- Mogiła (bułg.: Могила),
- Nowo seło (bułg.: Ново село),
- Orjachowica (bułg.: Оряховица),
- Ostra mogiła (bułg.: Остра могила),
- Pamukczii (bułg.: Памукчии),
- Petrowo (bułg.: Петрово),
- Płoska mogiła (bułg.: Плоска могила),
- Podsłon (bułg.: Подслон),
- Presławen (bułg.: Преславен),
- Prjaporec (bułg.: Пряпорец),
- Pszeniczewo (bułg.: Пшеничево),
- Pystrowo (bułg.: Пъстрово),
- Rakitnica (bułg.: Ракитница),
- Rumanja (bułg.: Руманя),
- Samuiłowo (bułg.: Самуилово),
- Sładyk kładenec (bułg.: Сладък кладенец),
- Stara Zagora (bułg.: Стара Загора) − siedziba gminy,
- Starozagorski minerałni bani (bułg.: Старозагорски минерални бани),
- Strelec (bułg.: Стрелец),
- Sulica (bułg.: Сулица),
- Wodeniczarowo (bułg.: Воденичарово),
- Zagore (bułg.: Загоре),
- Zmejowo (bułg.: Змейово).